# Sapiran
Sapiran is een bestuurslaag in het regentschap Bukittinggi van de provincie West-Sumatra, Indonesië. Sapiran telt 3053 inwoners (volkstelling 2010).